# Englische Symmetrievariante
|   | a | b | c | d | e | f | g | h |   |
| 8 |   |   |   |   |   |   |   |   | 8 |
| 7 |   |   |   |   |   |   |   |   | 7 |
| 6 |   |   |   |   |   |   |   |   | 6 |
| 5 |   |   |   |   |   |   |   |   | 5 |
| 4 |   |   |   |   |   |   |   |   | 4 |
| 3 |   |   |   |   |   |   |   |   | 3 |
| 2 |   |   |   |   |   |   |   |   | 2 |
| 1 |   |   |   |   |   |   |   |   | 1 |
|   | a | b | c | d | e | f | g | h |   |

1. c2–c4 c7–c5
Die Englische Symmetrievariante ist eine Eröffnung im Schachspiel. Sie entwickelt sich aus der Englischen Eröffnung und zählt zu den Geschlossenen Spielen. In den ECO-Codes ist die Englische Symmetrievariante unter den Schlüsseln A30–A39 klassifiziert.
Jede ihrer Hauptvarianten beginnt mit folgenden Zügen (siehe auch: Schachnotation):
1. c2–c4 c7–c5
Weiß spielt jetzt die Offene Variante 2. Sg1–f3, mit der Idee Raumgewinn und Spiel im Zentrum durch d2–d4, oder die Geschlossene Variante 2. Sb1–c3, meist gefolgt von einem Fianchettoaufbau mit g2–g3 und Lf1–g2 und Spiel auf den Flügeln. Das sofortige 2. g2–g3 und 3. Lf1–g2 dient zur Vermeidung der Englischen Igelstellung.

## Varianten
- Die Offene Variante 2. Sg1–f3 Sg8–f6 3. d2–d4 (Die Verzögerung von d2–d4 führt nach 3. g2–g3 b7–b6 zum Englischen Igel.) c5xd4 4. Sf3xd4 kann Schwarz mit unterschiedlichen Bauernaufstellungen beantworten:
  - 4. … g7–g6 5. Sb1–c3 Sb8–c6 6. e2–e4 wird die Beschleunigte Drachenvariante.
  - 4. … Dd8–c7 geht sofort auf den Bauern c4 los.
  - das Gambit 4. … e7–e5 5. Sd4–b5 d7–d5 6. c4xd5 Lf8–c5 wurde durch eine Partie Kasparows populär.
- Die Rubinstein-Variante 2. Sb1–c3 Sg8–f6 3. g2–g3 d7–d5 (3. … e7–e6 4. Sg1–f3 d7–d5 5. c4xd5 e6xd5 6. d2–d4 führt zur Tarrasch-Verteidigung, bzw. 4. … b7–b6 und d2–d4 zum englischen Igel) 4. c4xd5 Sf6xd5 5. Lf1–g2 Sd5–c7 beabsichtigt e7–e5. Diese Spiegelung der beschleunigten Drachenvariante wurde von Akiba Rubinstein erfunden und von Botwinnik sicher angewendet. 5. … e7–e6 scheint ein schwächerer Zug zu sein. Weiß kann jetzt den positionellen Druck erhöhen wie in einer am 4. April 1985 in Cardiff gespielten Partie Thomas Rüter - Rabbitt[1]: 6. Sf3 Le7 7. 0–0 a6 8. d4 cxd4 9. Sxd5 Dxd5 10. Sxd4 Dd8 11. Dc2 Sd7 12. Le3 0–0 13. Tfd1 e5 14. Sf5 Tb8 15. Tac1 Lg5 16. Lxg5 Dxg5 17. h4 Dd8 18. Sd6 b5 19. Sxc8 Txc8 1:0. In der entscheidenden 8. Matchpartie 1994 in Sanghi Nagar gewann Boris Gelfand gegen den späteren Weltmeister Kramnik einen Bauern: 6. Sxd5 exd5 7. Db3 Sc6 8. Dxd5 Dxd5 9. Lxd5 Sb4 10. Le4 f5 11. Lb1 1:0 im 63. Zug.

- Die Geschlossene Variante 2. Sb1–c3 Sb8–c6 3. g2–g3 g7–g6 (3. … e7–e6 4. Sg1–f3 d7–d5 5. c4xd5 e6xd5 6. d2–d4 führt zur Tarrasch-Verteidigung, bzw. 4. … b7–b6 und d2–d4 zum englischen Igel) 4. Lf1–g2 Lf8–g7.